# Каннский кинофестиваль 2014
67-й Каннский международный кинофестиваль прошёл с 14 по 25 мая 2014 года. Жюри основного конкурса возглавила новозеландский кинорежиссёр Джейн Кэмпион. «Золотую пальмовую ветвь» выиграл турецкий фильм «Зимняя спячка» режиссёра Нури Бильге Джейлан.
Смотр открылся внеконкурсным байопиком «Принцесса Монако» режиссёра Оливье Даана с Николь Кидман в роли Грейс Келли. В связи с выборами в Европейский парламент, прошедшими 25 мая, победители основного конкурса были обнародованы днём ранее, 24-го мая, на традиционной церемонии вручения наград в Большом театре Люмьеров, а победители программ «Особый взгляд» и «Синефондасьон» стали известны 23 мая. В официальном постере фестиваля был использован кадр с изображением Марчелло Мастроянни из фильма Федерико Феллини «8½», который участвовал во внеконкурсной программе Каннского кинофестиваля в 1963 году. Ведущим открывающих и закрывающих церемоний выступил французский актёр Ламбер Вильсон.
Официальная программа Каннского кинофестиваля 2014 была обнародована на пресс-конференции 17 апреля 2014 года. Основная конкурсная программа в этом году отличилась крайним консерватизмом — за «Золотую пальмовую ветвь» сражались новые работы признанных мастеров мирового киноискусства, до этого не раз чествовавшихся в Канне: Жана-Люка Годара, Дэвида Кроненберга, Атома Эгояна и других. Россию в основном конкурсе на фестивале представлял Андрей Звягинцев с фильмом «Левиафан», а в конкурсной программе короткого метра был представлен азербайджанский фильм «Последний» российского режиссёра Сергея Пикалова.

## Ход фестиваля
От посещения смотра отказалась правящая семья Монако во главе с князем Альбером II, сыном Ренье III и Грейс Келли, тем самым выразив бойкот конкурсу, по причине «полностью вымышленного» и «искажающего действительность» фильма-открытия «Принцесса Монако». Сам фильм был полностью разгромлен посетившей фестиваль кинопрессой, Питер Брэдшоу (The Guardian) предложил ставить для зрителей «скорые» помощи прямо перед входом во Дворец фестивалей и конгрессов.
Ещё один конфликт возник между Украиной и Арменией из-за фильма Сергея Параджанова «Цвет граната», так как ранее украинские кинематографисты заявили, что данная картина будет представлять их страну в рамках ретроспективной программы Cannes Classics («Каннская классика»). В связи с этим, также сообщалось, что Украина поставила рекорд в Каннах привезя восемь украинских фильмов, в том числе ленту Параджанова, которые будут представлены в различных параллельных программах. На это возмущенно отреагировал директор Национального киноцентра Армении Геворг Геворгян, ссылаясь на сообщение МКФ «Молодость». Он проинформировал, что права на дистрибуцию «Цвет граната» были куплены у Армении Фондом мирового кинематографа, и именно он будет представлять картину на фестивале 22 мая. Вскоре, представили Молодости заявили, что их неправильно поняли и, что они лишь выразили радость присутствия фильма в Каннах.
16 мая скандальный украинский журналист Виталий Седюк стал автором очередной выходки на Каннском кинофестивале. Украинский репортёр выскочил на красную дорожку перед премьерой второй части мультфильма «Как приручить дракона», опустился на колени и головой залез под юбку платья актрисы Америки Ферреры.
На закрытии кинофестиваля пройдёт праздничное мероприятие, посвящённое 50-летнему юбилею «спагетти-вестерна», художественным руководителем и ведущим которого станет американский режиссёр Квентин Тарантино. Гостям покажут новую отреставрированную копию фильма «За пригоршню долларов» Серджо Леоне вышедшего в 1964 году и ознаменовавшего рождение данного жанра.

## Жюри

### Основной конкурс
Состав жюри основного конкурса был объявлен 28 апреля 2014 года:

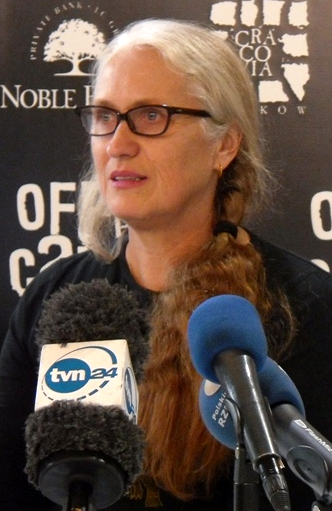
Джейн Кэмпион, председатель жюри основного конкурса

- Джейн Кэмпион, кинорежиссёр и писательница ( Новая Зеландия) — председатель
- Николас Виндинг Рефн, кинорежиссёр ( Дания)
- Кароль Буке, актриса ( Франция)
- София Коппола, кинорежиссёр, сценаристка и актриса ( США)
- Уиллем Дефо, актёр ( США)
- Чон До Ён, актриса ( Республика Корея)
- Лейла Хатами, актриса ( Иран)
- Гаэль Гарсия Берналь, актёр ( Мексика)
- Цзя Чжанкэ, кинорежиссёр и сценарист ( Китай)

### «Особый взгляд»
Состав жюри секции «Особый взгляд» был объявлен 11 мая 2014 года:
- Пабло Траперо, кинорежиссёр, сценарист и продюсер ( Аргентина) — председатель
- Питер Бекер, президент Criterion Collection ( США)
- Мария Бонневи, актриса ( Норвегия,  Швеция)
- Жеральдин Пелас, актриса ( Франция)
- Мусса Туре, кинорежиссёр ( Сенегал)

### Конкурс студенческих фильмов и конкурс короткометражных фильмов
- Аббас Киаростами, кинорежиссёр, сценарист и продюсер ( Иран) — председатель
- Даниэла Томас, кинорежиссёр и сценарист ( Бразилия)
- Ноэми Львовски, кинорежиссёр и актриса ( Франция)
- Йоаким Триер, кинорежиссёр и сценарист ( Норвегия)
- Махамат Салех Харун, кинорежиссёр и сценарист ( Чад)

### «Золотая камера»
- Николь Гарсиа, кинорежиссёр, сценарист и актриса ( Франция) — председатель[22][23]
- Ришар Анконина, актёр ( Франция)
- Жиль Гайар, специалист по спецэффектам ( Франция)
- Софи Грассен, журналист и кинокритик ( Франция)
- Элена Клоц, кинорежиссёр ( Франция)
- Лиза Нессельсон, журналист и кинокритик ( США)
- Филипп Ван Леу, кинорежиссёр ( Бельгия)

### «Неделя критики»
- Андреа Арнольд, кинорежиссёр ( Великобритания) — председатель[24]
- Даниэла Мишель, киножурналист и учредитель кинофестиваля в Морелии ( Мексика)
- Фернандо Гансо, киножурналист ( Испания)
- Джордан Минцер, кинокритик ( США)
- Джонатан Ромни, кинокритик ( Великобритания)

### Программа «Квир-Пальмовая ветвь»
- Брюс Лабрюс, кинорежиссёр и писатель ( Канада) — председатель[25][26]
- Анна Маргарита Альбело, кинорежиссёр ( Куба,  США)
- Жоан Феррейра, художественный директор и руководитель фестиваля Queer Lisboa ( Португалия)
- Шарлотта Липиньска, журналист и актриса ( Франция)
- Рики Мастро, директор кинофестиваля в Ресифи ( Бразилия)

## Конкурсная программа
| Победители выделены отдельным цветом. |

### Основной конкурс
Список фильмов, участвовавших в основном конкурсе за «Золотую пальмовую ветвь», был обнародован на пресс-конференции фестиваля 17 апреля 2014 года.
| Русское название         | Оригинальное название | Режиссёр(ы)         | Страна                            | Показ  |
| ------------------------ | --------------------- | ------------------- | --------------------------------- | ------ |
| Зильс-Мария              | Sils Maria            | Оливье Ассаяс       | Германия, Франция, Швейцария      | 23 мая |
| Сен-Лоран. Стиль — это я | Saint Laurent         | Бертран Бонелло     | Франция                           | 17 мая |
| Зимняя спячка            | Kış Uykusu            | Нури Бильге Джейлан | Турция, Германия, Франция         | 16 мая |
| Звёздная карта           | Maps to the Stars     | Дэвид Кроненберг    | Канада, США                       | 19 мая |
| Два дня, одна ночь       | Deux jours, une nuit  | Братья Дарденн      | Бельгия, Италия, Франция          | 20 мая |
| Мамочка                  | Mommy                 | Ксавье Долан        | Канада                            | 22 мая |
| Пленница                 | Captives              | Атом Эгоян          | Канада                            | 16 мая |
| Прощай, речь             | Adieu au Language     | Жан-Люк Годар       | Швейцария                         | 20 мая |
| Поиск                    | The Search            | Мишель Хазанавичус  | Франция                           | 21 мая |
| Местный                  | The Homesman          | Томми Ли Джонс      | США                               | 18 мая |
| Тихая вода               | Futatsume No Mado     | Наоми Кавасэ        | Япония                            | 21 мая |
| Уильям Тёрнер            | Mr. Turner            | Майк Ли             | Великобритания                    | 15 мая |
| Зал Джимми               | Jimmy’s Hall          | Кен Лоуч            | Ирландия, Франция, Великобритания | 22 мая |
| Охотник на лис           | Foxcatcher            | Беннетт Миллер      | США                               | 19 мая |
| Чудеса                   | Le Meraviglie         | Алиса Рорвакер      | Италия, Швейцария, Германия       | 18 мая |
| Тимбукту                 | Timbuktu              | Абдеррахман Сисако  | Франция, Мавритания               | 15 мая |
| Дикие истории            | Relatos salvajes      | Дамиан Шифрон       | Аргентина, Испания                | 17 мая |
| Левиафан                 | Левиафан              | Андрей Звягинцев    | Россия                            | 23 мая |

### «Особый взгляд»
«Тусовщица» режиссёров Мари Амашукели, Клера Бюргера и Самюэля Теиса выбрана фильмом-открытием программы «Особый взгляд».
| Название                        | Оригинальное название              | Режиссёр                                  | Страна                        |
| ------------------------------- | ---------------------------------- | ----------------------------------------- | ----------------------------- |
| Тусовщица*                      | Party Girl                         | Мари Амашукели, Клер Бюргер, Самюэль Теис | Франция                       |
| Безумная любовь                 | Amour Fou                          | Джессика Хаузнер                          | Австрия, Люксембург, Германия |
| Люди-птицы                      | Bird People                        | Паскаль Ферран                            | Франция                       |
| Синяя комната                   | La Chambre bleue                   | Матьё Амальрик                            | Франция                       |
| Земля Чарли                     | Charlie’s Country                  | Рольф де Хеер                             | Австралия                     |
| Девочка у моей двери*           | 도희야 Dohee-ya                    | Джули Юнг                                 | Республика Корея              |
| Исчезновение Элеанор Ригби: Он* | The Disappearance of Eleanor Rigby | Нед Бенсон                                | США                           |
| Фантазия                        | 幻想曲 Fantasia                    | Ван Чао                                   | Китай, Франция                |
| Форс-мажор                      | Turist                             | Рубен Эстлунд                             | Швеция                        |
| Вдали от моего отца             | Loin de mon père                   | Керен Едайя                               | Израиль, Франция              |
| Прекрасная юность               | Hermosa juventud                   | Хайме Росалес                             | Испания                       |
| Непонятая                       | Incompresa                         | Азия Ардженто                             | Италия, Франция               |
| Страна благоденствия            | Jauja                              | Лисандро Алонсо                           | Аргентина, Дания, США         |
| Затерянная река*                | Lost River                         | Райан Гослинг                             | США                           |
| Run*                            | Run                                | Филипп Лакот                              | Франция, Кот-д’Ивуар          |
| Соль Земли                      | The Salt of the Earth              | Вим Вендерс, Жулиано Рибейро Салгадо      | Франция, Италия, Бразилия     |
| Снег в раю*                     | Snow in Paradise                   | Эндрю Халм                                | Великобритания                |
| Бабочка*                        | Titli                              | Каню Бехл                                 | Индия                         |
| Ксения                          | Ξενία Xenia                        | Панос Кутрас                              | Греция, Франция, Бельгия      |
| Белый Бог                       | Fehér Isten                        | Корнель Мундруцо                          | Венгрия, Германия, Швеция     |

### Внеконкурсные показы
Следующие фильмы были показаны вне конкурса:
| Русское название                  | Оригинальное название      | Режиссёр(ы)  | Страна                                |
| --------------------------------- | -------------------------- | ------------ | ------------------------------------- |
| Возвращение                       | 歸來                       | Чжан Имоу    | Китай                                 |
| Как приручить дракона 2           | How to Train Your Dragon 2 | Дин Деблуа   | США                                   |
| Принцесса Монако (фильм открытия) | Grace of Monaco            | Оливье Даан  | Франция, США, Бельгия, Италия, Монако |
| Во имя моей дочери                | L’homme qu’on aimait trop  | Андре Тешине | Франция                               |

#### Полуночные показы
| Русское название | Оригинальное название | Режиссёр(ы)      | Страна           |
| ---------------- | --------------------- | ---------------- | ---------------- |
| Бродяга          | Rover                 | Дэвид Мишо       | США              |
| Спасение         | The Salvation         | Кристиан Левринг | Дания            |
| Мишень           | 표적 Pyo Jeok         | Юн Хон Сын       | Республика Корея |

### Специальные показы
Следующие фильмы были показаны в программе специальных показов:
| Русское название                     | Оригинальное название                        | Режиссёр(ы) | Страна                                                                |
| ------------------------------------ | -------------------------------------------- | --- | --------------------------------------------------------------------- |
| Мосты Сараево                        | Les Ponts de Sarajevo                        | Айда Бегич, Леонардо Ди Костанзо, Жан-Люк Годар, Изильд Ле Беско, Педру Кошта, Камен Калев, Винченцо Марра, Урсула Майер, Владимир Перишич, Кристи Пую, Марк Реча, Ангела Шанелек | Болгария, Германия, Италия, Португалия, Франция, Босния и Герцеговина |
| Карикатуристы — пехотинцы демократии | Caricaturistes — Fantassins de la démocratie | Стефани Валлоатто | Франция                                                               |
| Майдан                               | Майдан                                       | Сергей Лозница | Украина                                                               |
| Красная армия                        | Red Army                                     | Гейб Польски | США                                                                   |
| Серебристая вода, автопортрет Сирии  | ماء الفضة Eau argentée, Syrie autoportrait   | Оссама Мохаммед | Сирия                                                                 |
| О мужчинах и войне                   | Des Hommes et de la guerre                   | Лоран Бекю-Ренар | Франция                                                               |
| Хозяева                              | Хозяева                                      | Адильхан Ержанов | Казахстан                                                             |
| Джеронимо                            | Géronimo                                     | Тони Гатлиф | Франция                                                               |
| Пыл                                  | El Ardor                                     | Пабло Фендрик | Аргентина, Бразилия, Франция, США                                     |

#### К 70-летию газетыLe Monde
| Русское название | Оригинальное название | Режиссёр(ы) | Страна  |
| ---------------- | --------------------- | ----------- | ------- |
| Люди мира        | Les Gens du Monde     | Ив Желан    | Франция |

### Конкурс короткометражных фильмов
Из 3450 заявок от 128 стран в конкурс прошло всего 10 фильмов. Впервые будут представлены азербайджанский и грузинский фильмы. Итальянская лента A passo d’uomo режиссёра Джованни Алоя была исключена из конкурса, так как нарушила правило о запрете показа фильмов на других фестивалях
| Русское название       | Оригинальное название       | Режиссёр(ы)                                                                 | Страна                   |
| ---------------------- | --------------------------- | --------------------------------------------------------------------------- | ------------------------ |
| Администрация славы    | The Administration of Glory | Ран Хуанг                                                                   | Китай                    |
| Невидимые пространства | Ukhilavi Sivrtseebi         | Дея Кулумбегашвили                                                          | Грузия                   |
| Хаппоэн                | Happo-en                    | Масахико Сато, Такайоши Охара, Ютаро Секи, Масайюки Тойота и Кентаро Хирасе | Япония                   |
| Лейди                  | Leidi                       | Симон Меса Сото                                                             | Колумбия, Великобритания |
| Последний              | Sonuncu                     | Сергей Пикалов                                                              | Азербайджан              |
| Казнь                  | A Kivegzes                  | Петра Сеч                                                                   | Венгрия, Румыния         |
| Аисса                  | Aïssa                       | Клемент Трехи-Лаланн                                                        | Франция                  |
| Инородные тела         | Les corps étrangers         | Лаура Вандель                                                               | Бельгия                  |
| Да, мы любим           | Ja, vi elsker               | Халльвар Витсё                                                              | Норвегия                 |
| Безмолвный             | Sessiz-Bêdeng               | Л. Резан Есибас                                                             | Турция                   |

### Конкурс студенческих фильмов («Синефондасьон»)
Конкурс Синефондасьон фокусируется на фильмы, снятые студентами киношкол. Были выбраны следующие 16 картин (14 игровых и 2 анимационных ленты), из более чем 1631 представленных 320 различные школы. Половина выбранных фильмов, режиссёрами являлись женщины.
| Русское название                                              | Оригинальное название                               | Режиссёр(ы)                                               | Страна, учебное заведение                            |
| ------------------------------------------------------------- | --------------------------------------------------- | --------------------------------------------------------- | ---------------------------------------------------- |
| Наша кровь                                                    | Our Blood                                           | Макс Чан                                                  | США, Hampshire College                               |
| Дом, милый дом                                                | Home Sweet Home                                     | Пьер Клене, Алехандро Диас, Роман Мазеве и Стефан Паккола | Франция, Supinfocom Arles                            |
| Последствие инаугурации общественного туалета в километре 375 | ما حدث بعد وضع حجز الأساس لمشروع الحمام بالكيلو 375 | Омар Эль Зохари                                           | Египет, High Cinema Institute, Academy of Arts       |
| Каменные автомобили                                           | Stone Cars                                          | Ренальдо Маркус Грин                                      | США, NYU Tisch School of the Arts                    |
| Последняя поездка домой                                       | Last Trip Home                                      | Хань Фэн Ю                                                | Сингапур, Ngee Ann Polytechnic                       |
| Сияющая жизнь                                                 | Une vie radieuse                                    | Мэрилл Хардт                                              | Франция, Le Fresnoy                                  |
| Ниагара                                                       | Niagara                                             | Чи Хаякава                                                | Япония, ENBU Seminar                                 |
| О, Люси!                                                      | Oh Lucy!                                            | Ацуко Хираянаги                                           | Сингапур, NYU Tisch School of the Arts Asia          |
| Визит                                                         | The Visit                                           | Инбар Хориш                                               | Израиль, Minshar for Art, School and Center          |
| Безлунное лето                                                | Leto bez meseca                                     | Стефан Иванкич                                            | Сербия, Университет искусств (Белград)               |
| Большая картина                                               | The Bigger Picture                                  | Джейзи Джейкобс                                           | Великобритания, National Film and Television School, |
| Провинция                                                     | Provincia                                           | Дьёрдь Карпати Мор                                        | Венгрия, University of Theatre and Film Arts         |
| Дыхание                                                       | Soom                                                | Хью Джу Квон                                              | Республика Корея, Университет Чунан                  |
| Буревестники                                                  | Les Oiseaux-Tonnerre                                | Лея Мизиус                                                | Франция, La Fémis                                    |
| Закваска                                                      | Lievito madre                                       | Фульвио Ризулео                                           | Италия, Экспериментальный киноцентр                  |
| Скунс                                                         | Skunk                                               | Анни Сильверстейн                                         | США, Техасский университет в Остине.                 |

## Параллельная программа

### «Неделя критики»
Список Недели критики был объявлен 21 апреля в разделе сайта. Фильмы «Есть: Любовь» реж. Джинна Карренарда и «Гиппократ» реж. Томаса Лилти были выбраны в качестве открывающих и закрывающих картин Недели критики.
Полнометражные фильмы
| Русское название       | Оригинальное название  | Режиссёр(ы)           | Страна               |
| ---------------------- | ---------------------- | --------------------- | -------------------- |
| Темнее полуночи        | Più buio di mezzanotte | Себастьяно Ризо       | Италия               |
| Племя                  | Племя                  | Мирослав Слабошпицкий | Украина · Нидерланды |
| Оно                    | It Follows             | Дэвид Роберт Митчелл  | США                  |
| Хорошие люди           | Gente de bien          | Франко Лольи          | Колумбия             |
| Когда животные мечтают | When Animals Dream     | Йонас Александр Эмби  | Дания                |
| Надежда                | Hope                   | Борис Лойкине         | Франция              |
| Сделано самостоятельно | Boreg                  | Шира Геффен           | Израиль              |

Специальные показы
| Русское название          | Оригинальное название | Режиссёр(ы)    | Страна  |
| ------------------------- | --------------------- | -------------- | ------- |
| Есть: Любовь              | Faire: L’amour        | Жанна Карренар | Франция |
| Дышать                    | Respire               | Мелани Лоран   | Франция |
| Воспитатель детского сада | Haganenet             | Надав Лапид    | Израиль |
| Гиппократ                 | Hippocrate            | Тома Лильти    | Франция |

Короткометражные фильмы
| Русское название                                 | Оригинальное название                             | Режиссёр(ы)      | Страна              |
| ------------------------------------------------ | ------------------------------------------------- | ---------------- | ------------------- |
| Молодые львы цыган                               | A Ciambra                                         | Йонас Карпиньено | Италия · Франция    |
| Спокойной ночи, Золушка                          | Boa Noite Cinderela                               | Карлуш Консейсау | Португалия          |
| Курица                                           | The Chicken                                       | Уна Ганджек      | Германия · Хорватия |
| Вернутся на аллею                                | La Contre-allée                                   | Сесиль Дюкрок    | Франция             |
| Крокодил                                         | Crocodile                                         | Гаэль Денис      | Великобритания      |
| Реки позволили мне спуститься туда, куда я хотел | Les Fleuves m’ont Laissée Descendre où je Voulais | Лори де Лассаль  | Франция             |
| Младший брат                                     | Petit frère                                       | Реми Ст.-Мишель  | Канада              |
| Сафари                                           | Safari                                            | Херардо Эрреро   | Испания             |
| Правдивая любовная история                       | True Love Story                                   | Гитанджали Рао   | Индия               |
| Голубая комната                                  | Un chambre bleue, Niebieski pokój                 | Томас Сивинский  | Польша · Франция    |

### «Двухнедельник режиссёров»
Состав «Двухнедельник режиссёров» был объявлен 22 апреля. Фильмами открытия и закрытия программы стали соответственно «Девичество» Селин Сьямма и «Гордость» Мэттью Уоркуса.
Полнометражные фильмы
| Русское название             | Оригинальное название                    | Режиссёр(ы)             | Страна                         |
| ---------------------------- | ---------------------------------------- | ----------------------- | ------------------------------ |
| Девичество                   | Bande de filles                          | Селин Сьямма            | Франция                        |
| Аллилуйя                     | Alleluia                                 | Фабрис Дю Вельц         | Франция · Бельгия              |
| Поймай меня, папочка         | Catch Me Daddy                           | Дэниел Вольф            | Великобритания                 |
| Холод в июле                 | Cold in July                             | Джим Микл               | США                            |
| Поедать твои кости           | Mange tes morts                          | Жан-Шарль Ю             | Франция                        |
| Истребители                  | Les combattants                          | Тома Кайли              | Франция                        |
| Гетт: Суд над Вивьен Амсалем | Gett: Le procès de Viviane Amsallem      | Ронит и Шломи Элькабец, | Израиль · Франция · Германия   |
| Тяжёлый день                 | 끝까지 간다 Moo-Deom-Kka-Ji Gan-Da       | Ким Сон Хун             | Республика Корея               |
| Национальная галерея         | National Gallery                         | Фредерик Вайсман        | Франция · США                  |
| Рядом с ней                  | At Li Layla                              | Асаф Корман             | Великобритания                 |
| Королева и государство       | Queen and Country                        | Джон Бурмен             | Ирландия · Великобритания      |
| Беженец                      | Refugiado                                | Диего Лерман            | Франция · Аргентина · Германия |
| Сказка о принцессе Кагуя     | かぐや姫の物語 Kaguya-hime no Monogatari | Исао Такахата           | Япония                         |
| Последние часы               | These Final Hours                        | Зак Хилдитч             | Австралия                      |
| Ты спишь, Николь             | Tu dors Nicole                           | Стефан Лафлёр           | Канада                         |
| Одержимость                  | Whiplash                                 | Дамьен Шазель           | США                            |
| Гордость                     | Pride                                    | Мэттью Уоркус           | Великобритания                 |

Специальные показы
| Русское название           | Оригинальное название        | Режиссёр(ы) | Страна  |
| -------------------------- | ---------------------------- | ----------- | ------- |
| Малыш Кенкен               | P’tit Quinquin               | Бруно Дюмон | Франция |
| Техасская резня бензопилой | The Texas Chain Saw Massacre | Тоуб Хупер  | США     |

Короткометражные фильмы
| Русское название            | Оригинальное название | Режиссёр(ы)                 | Страна           |
| --------------------------- | --------------------- | --------------------------- | ---------------- |
| 8 пуль                      | 8 Balles              | Франк Терньер               | Франция          |
| Охотник за революцией       | A Caça Revoluções     | Маргарида Ригу              | Португалия       |
| Камбоджа 2099               | Cambodia 2099         | Дэйв Чу                     | Франция          |
| В августе                   | En août               | Йенна Хасс                  | Швейцария        |
| Фрагменты                   | Fragmenty             | Ага Вожынска                | Польша           |
| Ги Мокет                    | Guy Môquet            | Деми Эренгер                | Франция          |
| Завтра                      | Jutra                 | Мари-Жози Сен-Пьери         | Канада           |
| Человек на стуле            |                       | Даи Чжон                    | Республика Корея |
| Бессердечный                | Sem Coração           | Нара Норманд, Тияо          | Бразилия         |
| Разорванный                 |                       | Эльмар Иманов, Энгин Кундаг | Азербайджан      |
| Он может пройти через стену | Trece şi prin perete  | Раду Джуд                   | Румыния          |

### «Каннская классика»
| Русское название             | Оригинальное название                | Режиссёр(ы)                         | Страна                            |
| ---------------------------- | ------------------------------------ | ----------------------------------- | --------------------------------- |
| Брак по-итальянски (1964)    | Matrimonio all’italiana              | Витторио Де Сика                    | Италия, Франция                   |
| За пригоршню долларов (1964) | Per un pugno di dollari              | Серджо Леоне                        | Италия, Испания, ФРГ              |
| Париж, Техас (1984)          | Paris, Texas                         | Вим Вендерс                         | ФРГ, США, Франция, Великобритания |
| Как Юконг двигал горы (1976) | Comment Yukong déplaça les montagnes | Йорис Ивенс, Марселин Лоридан-Ивенс | Франция                           |

## Победители

### Конкурсная программа

#### Основной конкурс[4]
- «Золотая пальмовая ветвь» — «Зимняя спячка», реж. Нури Бильге Джейлан (Турция, Германия, Франция)
- Гран-при — «Чудеса», реж. Аличе Рорвакер (Италия, Швейцария, Германия)
- Лучший режиссёр — Беннетт Миллер за «Охотник на лис»
- Лучший сценарий — Андрей Звягинцев и Олег Негин за «Левиафан»
- Лучшая актриса — Джулианна Мур за «Звёздная карта»
- Лучший актёр — Тимоти Сполл за «Мистер Тёрнер»
- Приз жюри — «Мамочка», реж. Ксавье Долан и «Прощай, речь», реж. Жан-Люк Годар

#### «Особый взгляд»[35][36]
- Главный приз — «Белый бог», реж. Корнель Мундруцо (Венгрия, Германия, Швеция)
- Приз жюри — «Форс-мажор», реж. Рубен Эстлунд (Швеция)
- Специальный приз — «Соль Земли», реж. Вим Вендерс и Жулиано Рибейро Салгадо (Франция, Италия, Бразилия)
- Лучший актёрский состав — «Тусовщица», реж. Мари Амашукели, Клер Бюргер и Самюэль Теис (Франция)
- Лучший актёр — Дэвид Гульпилил за «Земля Чарли», реж. Рольф де Хир (Австралия)

#### Конкурс студенческих фильмов («Синефондасьон»)[37]
- Первый приз — «Скунс» реж. Анни Сильверстейн
- Второй приз — «О, Люси!» реж. Ацуко Хираянаги
- Третий приз — «Закваска» реж. Фульвио Ризулео и «Большая картина» реж. Дэйзи Джейкобс

#### «Золотая камера» за лучший дебютный фильм
- «Тусовщица», реж. Мари Амашукели, Клер Бюргер, Самюэль Теис (Франция)

#### Конкурс короткометражных фильмов[38]
- Золотая пальмовая ветвь за короткометражный фильм — «Лейди», реж. Симон Меса Сото (Колумбия, Великобритания)
- Особое упоминание:
  - «Аисса», реж. Клеман Трехи-Лаланн (Франция)
  - «Да, мы любим» реж. Халльвар Витсё (Норвегия)

### Параллельная программа
Двухнедельная режиссура
- Премия киноискусства — «Истребители», реж. Тома Кайли (Франция).
- Приз SACD — «Истребители», реж. Тома Кайли (Франция).
- Премия Европейского кинематографа — «Истребители», реж. Тома Кайли (Франция).
- Плохой приз за короктометражный фильм — «Бессердечный», реж. Нара Норманд, Тияо (Бразилия).
- Особое упоминание — «Он может пройти через стену», реж. Раду Джуд (Румыния).

Неделя критики
- Гран-При «Nespresso» — «Племя», реж. Мирослав Слабошпицкий (Украина, Нидерланды).
- Франция 4 призрачных премий — «Племя», реж. Мирослав Слабошпицкий (Украина, Нидерланды).
- Приз SACD — «Надежда», реж. Борис Лойкине (Франция)
- Премия «Sony CineAlta Discovery» за короткометражный фильм — «Молодые львы цыган», реж. Йонас Карпиньено (Италия, Франция).
- Премия «Canal+» — «Крокодил», реж. Гаэль Денис (Великобритания)
- Поддержка Фонда Ганя за распределение премий — «Племя», реж. Мирослав Слабошпицкий (Украина, Нидерланды).

### Независимые награды
Приз ФИПРЕССИ 
- В основном конкурсе — «Зимняя спячка», реж. Нури Бильге Джейлан (Турция, Германия, Франция)
- В программе «Особый взгляд» — «Хауха», реж. Лисандро Алонсо (Аргентина, Дания, США)
- В параллельной программе — «Истребители», реж. Тома Кайли (Франция).

 Экуменическое жюри 
- Приз экуменического жюри — «Тимбукту», реж. Абдеррахман Сисако (Франция, Мавритания)
- Благодарности:
  - «Соль Земли», реж. Вим Вендерс, Жулиано Рибейро Салгадо (Франция, Италия, Бразилия)
  - «Прекрасная юность», реж. Хайме Росалес (Испания)

 Квир-пальма 
- Квир-пальма — «Прайд», реж. Мэттью Варкус (Великобритания).

 Пальмовая собака 
- Премия пальмовой собаки — клыкастым актёрам фильма Белый бог, реж. Корнель Мундруцо (Венгрия, Германия, Швеция).

 Премия Франсуа Шале 
- Премия Франсуа Шале — «Тимбукту», реж. Абдеррахман Сисако (Франция, Мавритания)

 Пожарная премия технического художника 
- Пожарная премия — Дик Поуп за фильм «Мистер Тёрнер» (кинематография)